# Brian Harvey (informatique)
Pour les articles homonymes, voir Brian Harvey et Harvey.
Brian Harvey, né en 1949, est un universitaire américain chargé d'enseignement au sein de l'université de Californie à Berkeley. Il est connu dans le cadre de ces activités pour avoir développé avec ses étudiants UCBLogo, une implémentation du langage Logo.
Il occupe le poste de directeur informatique au LSRHS de 1979 à 1982. Il reproduit dans cette école l'environnement hacker qu'il a connu en tant qu'étudiant dans les laboratoires d'intelligence artificielle du MIT et de l'université Stanford. Cette expérience fera l'objet d'une étude de cas publiée en annexe d'un essai intitulé Computer Hacking and Ethics.